# Rizelmine
Rizelmine (яп. りぜるまいん) — манґа Юкіру Сугісакі, яка виходила в 2002 році. В тому ж році вийшла аніме-адаптація манґи. В травні 2002 року, дане аніме зайняло восьме місце в рейтингу популярності, складеному сайтом «Anihabara!».

## Сюжет
В центрі сюжету Rizelmine Томонорі Івакі, 15-річний учень, якому подобаються старші дівчата, включно з ученицями старшої школи, студентками, і навіть жінками-інструкторками. Щойно виявивши що його вчителька (яка йому дуже подобалась) виходить заміж, він у відчаї повертається додому, і виявляє що повинен взяти участь в урядовій програмі та одружитись на 12-річній Різель, яка є першою людиною створеною за допомогою генної інженерії. Щоб перебороти опір батьків Івакі, урядовці обіцяють їм усіляку фінансову підтримку. Незважаючи на протести Томонорі, Різель і її троє батьків: тато А, тато В і тато С, швидко оселяються в його будинку.
Сльози Різель містять ті ж складові що й нітрогліцерин, і такі ж вибухонебезпечні, що створює необхідність постійного ремонту їхнього будинку. В кінці кожної серії Томонорі називає Різель ідіоткою, в результаті чого вона плаче і це призводить до нових вибухів. Різель за допомогою своїх батьків намагається завоювати любов Томонорі. Тим не менше хлопець і далі закоханий в свою вчительку. Згодом відносини стають все заплутанішими: Рюносуке Хоін закохується в Різель а Кеко Ятігуса — в Томонорі. Обоє намагаються зробити все щоб Томонорі і Різель тримались подалі одне від одного. Пізніше Томонорі дізнається що Різель набагато старша від нього, і саме її він любив у дитинстві, але після цього вона перестала рости, бо закохалась у нього і їй необхідно більше ніж просто любов її «батьків». Коли він дізнається про це, то розуміє що Різель саме та «старша жінка».